# ドウモイ酸
ドウモイ酸（ドウモイさん、ドーモイ酸、domoic acid、略称DA）は、天然由来のアミノ酸（正確にはイミノ酸）の一種で記憶喪失性貝毒の原因物質。神経毒であり、短期記憶の喪失や、脳障害を引き起こし、死に至る場合もある。
プセウドニッチア属 (Pseudo-nitzschia) やNitzschia navis-varingicaの珪藻が生産することが明らかになっている。
分子式は C15H21NO6、分子量は 311.33。IUPAC名 [2''S''-[2a,3b,4b(1''Z'',3''E'',5''R'')]]-2-カルボキシ-4-（5-カルボキシ-1-メチル-1,3-ヘキサジエニル）-3-ピロロリジン酢酸。CAS登録番号は 14277-97-5。プロリンの誘導体でもある。構造的には神経伝達物質のL-グルタミン酸の固定アナログである。
単体は融点 213–217 °Cで、無色の結晶性粉末。水によく溶け、有機溶媒に不溶。

## 解説
1958年、徳之島で駆虫薬として用いられていた紅藻ハナヤナギ（Chondria armata、現地名ドウモイ）から分離・命名され、1966年に構造決定された。発見者は醍醐皓二。カイニン酸と似た性質を示し、グルタミン酸のアゴニストとしてグルタミン酸受容体と強く結合して駆虫作用を示す。煮沸消毒を行っても毒性がなくならない特性を持つ。
ドウモイ酸が脳に侵入した場合、海馬、視床、扁桃体細胞を壊死させる。
ドウモイ酸は、異常繁殖した珪藻が活動を停止する際に作り出される。
生物濃縮によって貝類やカニ、アンチョビなどに取り込まれるため、現在では魚介類の輸出入において検査が行われるようになって来ている。カナダのドウモイ酸規制値は 20 ppm である。日本の厚生労働省のサイトに記載されている説明では、記憶喪失性貝毒（ドウモイ酸）については監視体制や規制値を定めていない。輸出する場合には外国の規制値（20 ppm）を準用している。

## 問題となった事例
- 1961年8月にカリフォルニア州で狂った海鳥が家に突っ込んだり、電線に引っかかって感電死したり、人が向けた光に向けて突進したりして、大量に怪死した[8]。この事件は、ヒッチコック監督のパニック映画『鳥』にインスピーレーションを与えた。この事件のサンプルから、大量のドウモイ酸が見つかっている[9]。
- 1987年の11月から12月にかけて、カナダのプリンスエドワード島で養殖のムラサキイガイ（ムール貝）による食中毒が発生した[7]。被害者107人中4人が死亡、12人が重度の記憶障害に陥った。中毒を起こしたムラサキイガイを調べたところ、貝 100 g 当たり 31–128 mg のドウモイ酸が検出され、中毒者の摂取量は 60–290 mg と推定された（駆虫薬として用いられる量は 30 mg 程度である）。検死解剖などから、海馬に大量のドウモイ酸が取り込まれてグルタミン酸受容体と結合したために脳細胞が興奮・死滅し、中枢神経が侵されたことが分かった。その後、人の致死量は 300 mg/60 kg と割り出された。特に子供や高齢者は注意が必要。赤潮からも検出される。
- 2010年代後半にはアメリカ合衆国の沖合では潮流の変化で珪藻が大量発生。カリフォルニア州の主力水産資源の一つであるアメリカイチョウガニからも高濃度のドウモイ酸が検出されるようになった。国によりドウモイ酸の濃度に応じた漁業規制が行われるようになり、州の漁業は不振を極めた[10]。
- アシカの餌に含まれると、呼吸困難、昏睡、目を閉じた状態で頭を異常に長い間後ろにそらす発作の症状などがみられ、正気を失い攻撃的になったり、おぼれないよう水から離れる行動なども見られる。対策として、抗けいれん薬などが使用される[11]。多量の場合は死亡する。2023年にドウモイ酸での大量死が確認されている[12]。
- イルカにおけるドウモイ酸中毒の場合は、漂着した時点では打つ手がなく、21世紀初め時点では安楽死させるしかない[11]。また、2023年にアシカと共にドウモイ酸での大量死が確認されている[12]。

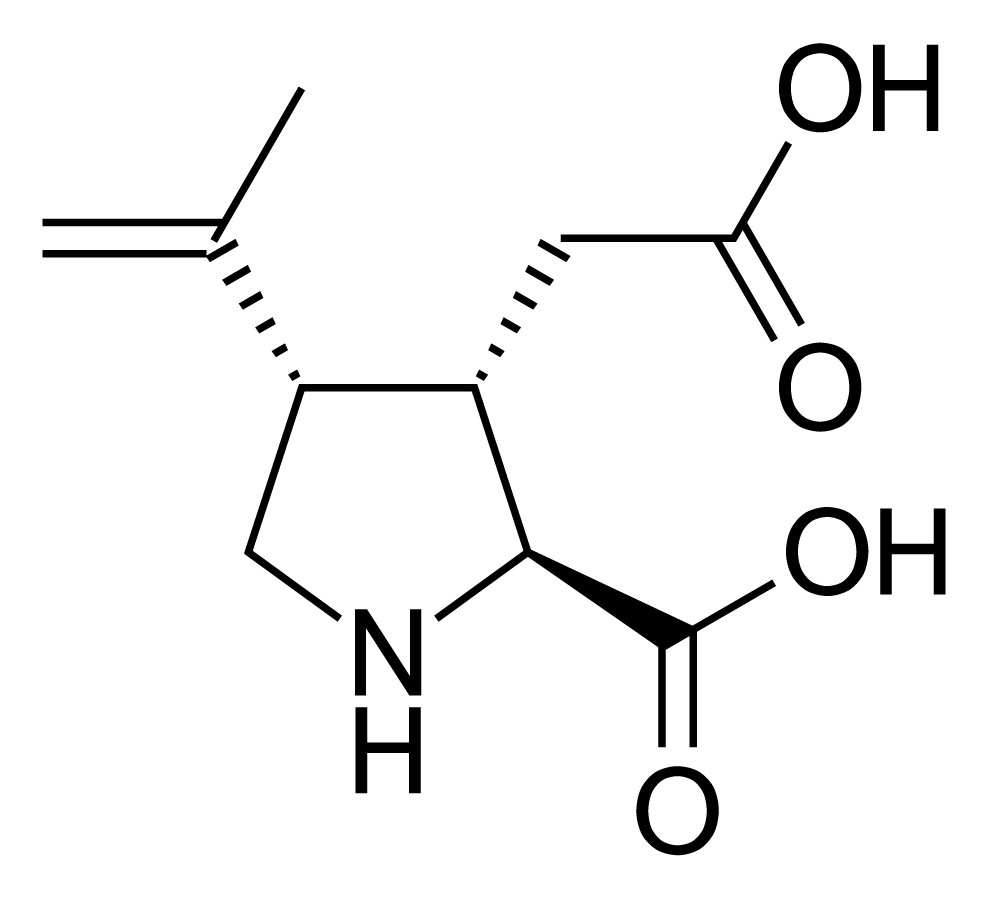
カイニン酸の構造